# Nomenclatura Internacional de Ingredientes Cosméticos

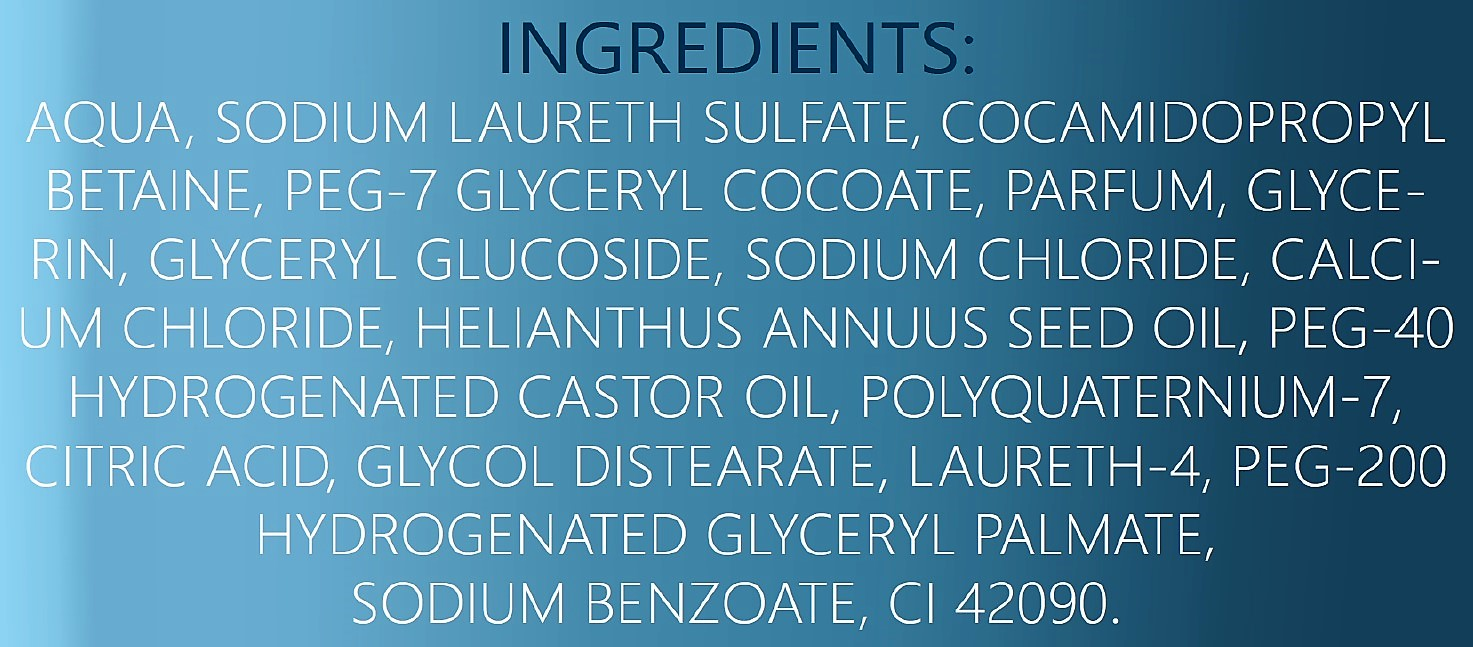
Declaración conforme a INCI de los ingredientes de un cosmético en el reverso del envase en la parte inferior.

Nomenclatura Internacional de Ingredientes Cosméticos o INCI, por su nombre en inglés: International Nomenclature of Cosmetic Ingredients, es un sistema de nombres para ceras, aceites, pigmentos, químicos, y otros ingredientes de jabones, cosméticos, entre otros, basados en nombres científicos y en otras lenguas, como el latín e Inglés. Los nombres INCI a menudo difieren de los nombres sistemáticos IUPAC o de referencias comunes.

## Tabla de nombres comunes
Esta es una tabla de varios nombres comunes y su correspondiente nombre INCI.
| Nombre común                   | INCI                                                              |
| ------------------------------ | ----------------------------------------------------------------- |
| Aceite de árbol de té          | Melaleuca Alternifolia LEAF OIL                                   |
| Aceite de canela               | Cinnamomum Cassia OIL                                             |
| Aceite de flor de camomila     | Anthemis Nobilis FLOWER OIL                                       |
| Aceite de girasol              | Helianthus Annuus SEED OIL                                        |
| Aceite de hoja de hierbabuena  | Mentha Viridis LEAF OIL                                           |
| Aceite de hoja de menta        | MENTHA ARVENSIS LEAF OIL" "MENTHA PIPERITA OIL"                   |
| Aceite de hoja de té de Canadá | Gaultheria Procumbens LEAF OIL                                    |
| Aceite de jazmín               | Jasminum Officinale OIL                                           |
| Aceite de lavanda              | Lavandula Angustifolia OIL                                        |
| Aceite de limón                | Citrus Medica Limonum PEEL OIL                                    |
| Aceite de naranja              | Citrus Aurantium Dulcis OIL                                       |
| Aceite de oliva virgen extra   | OLEA EUROPAEA FRUIT OIL                                           |
| Aceite de palma                | SODIUM PALMATE                                                    |
| Aceite saponificado de coco    | SODIUM COCOATE                                                    |
| Aceite de semilla de cáñamo    | Cannabis Sativa SEED OIL                                          |
| Aceite de semilla de jojoba    | Aceite de Simmondsia Chinensis SEED OIL                           |
| Aceite de toronja              | Citrus Paradisi PEEL OIL                                          |
| Ácido cítrico                  | CITRIC ACID*                                                      |
| Afrecho de avena               | AVENA SATIVA BRAN" "AVENA SATIVA (OAT) BRAN"                      |
| Agua purificada                | WATER(USA) AQUA (UE)                                              |
| Agua de rosa roja              | Rosa Damascena FLOWER WATER                                       |
| Betaína de coco                | COCAMIDOPROPYL BETAINE                                            |
| Cera autoemulsionante aniónica | CETEARYL ALCOHOL; SODIUM LAURYL SULFATE; SODIUM CETEARYL SULFATE" |
| Cera de abeja                  | BEESWAX*                                                          |
| Extracto de frambuesa          | Rubus Idaeus FRUIT EXTRACT                                        |
| Extracto de yuca               | Yucca Schidigera ROOT EXTRACT                                     |
| Gel de hoja de aloe vera       | Aloe Barbadensis LEAF JUICE                                       |
| Glicerina vegetal              | GLYCERIN*                                                         |
| Glucósido de coco              | DECYL GLUCOSIDE                                                   |
| Jugo de parchita               | Passiflora Edulis Fruit Juice                                     |
| Lauril sulfato de sodio        | SODIUM LAURYL SULFATE                                             |
| Manteca de karité              | Butyrospermum Parkii                                              |
| Metilparabeno                  | METHYLPARABEN                                                     |
| Sulfonato de olefina           | SODIUM C14-16 OLEFIN SULFONATE                                    |
| Vitamina E                     | TOCOPHEROL                                                        |

El inglés es el idioma utilizado, para nombrar a la mayoría de los ingredientes cosméticos, en la nomenclatura INCI. Este nombre universal debe aparecer en los rótulos de los productos cosméticos en la mayoría de los países. El idioma utilizado es el inglés, ya que proviene inicialmente de los nombres CTFA (USA)
Los nombres INCI de los ingredientes botánicos son los nombres latinos binomiales de género y especie, en USA además se coloca entre paréntesis el nombre común conocido por los consumidores de ese país.

## Etiquetas y nomenclatura INCI
En los Estados Unidos, bajo la norma "Food, Drug, and Cosmetic Act and the Fair Packaging and Labeling Act", cierta información es requerida para aparecer en las etiquetas de la industria cosmética. En Canadá, la norma regulatoria obedece a la "Guideline is the Cosmetic Regulations". Los nombres de los ingredientes debe cumplir dichos requerimientos usando nombres INCI.
En Venezuela, la nomenclatura de compuestos químicos es regulada por el Ministerio del Poder Popular para la Salud y Protección Social, mientras que el control de calidad en etiquetas y nomenclatura de productos debe ser aprobado por el Servicio Autónomo Nacional de Normalización, Calidad, Metrología y Reglamentos Técnicos. La nomenclatura, salvo excepciones, obedece a la IUPAC, y en segundo lugar, a estándares basados en la INCI.
En España, la Agencia Española de Medicamentos y Productos Sanitarios, en su página publicó en su día una lista de nombres INCI. Y también existen otras publicaciones a modo de compendio como  el "Diccionario de ingredientes cosméticos 4ª ed.".